# Лозано (Техас)
Лозано (англ. Lozano) — переписна місцевість (CDP) в США, в окрузі Камерон штату Техас. Населення — 174 особи (2020).

## Географія
Лозано розташоване за координатами 26°11′23″ пн. ш. 97°32′37″ зх. д. / 26.18972° пн. ш. 97.54361° зх. д. (26.189590, -97.543730).  За даними Бюро перепису населення США в 2010 році переписна місцевість мала площу 0,31 км², уся площа — суходіл.

## Демографія
Згідно з переписом 2010 року, у переписній місцевості мешкали 404 особи в 127 домогосподарствах у складі 94 родин. Густота населення становила 1318 осіб/км².  Було 142 помешкання (463/км²).
Расовий склад населення:
| - 97,0 % — білих - 1,7 % — азіатів - 0,5 % — чорних або афроамериканців |

До двох чи більше рас належало 0,2 %. Частка іспаномовних становила 92,1 % від усіх жителів.
За віковим діапазоном населення розподілялося таким чином: 29,7 % — особи молодші 18 років, 51,7 % — особи у віці 18—64 років, 18,6 % — особи у віці 65 років та старші. Медіана віку мешканця становила 36,4 року. На 100 осіб жіночої статі у переписній місцевості припадало 83,6 чоловіків;  на 100 жінок у віці від 18 років та старших — 89,3 чоловіків також старших 18 років.
За межею бідності перебувало 64,6 % осіб, у тому числі 100,0 % дітей у віці до 18 років та 100,0 % осіб у віці 65 років та старших.
Цивільне працевлаштоване населення становило 232 особи. Основні галузі зайнятості: освіта, охорона здоров'я та соціальна допомога — 44,8 %, сільське господарство, лісництво, риболовля — 21,6 %, роздрібна торгівля — 21,1 %.